# Антиген
 Тази статия е за веществата, предизвикващи имунен отговор.  За военачалника на Александър III Македонски вижте Антиген (диадох).  
Антигените представляват чужди субстанции (части от потенциални патогени), които се свързват с определени антитела произведени от организма, и по този начин предизвикват имунен отговор, целящ неутрализирането на чуждата субстанция. Антигените най-често представляват протеинови молекули, но могат да бъдат и други макромолекули.

## Подробно

### Характеризация на антигените
Ролята на антигени могат да имат най-разнообразни частици – вируси, бактерии, други микроорганизми или частици от тях, както и всякакви други частици от околната среда. Антителата се свързват към макромолекули по повърхността на тези частици, които най-често са протеини и по-рядко полизахариди или др. Конкретните места на антигените, към които се свързват антителата, се наричат епитопи. Епитопът се свързва към определено място на антитялото наречено паратоп. Един антиген може да има един или множество епитопи на повърхността си и се нарича съответно унивалентен или мултивалентен антиген. Епитопите на антигена може да са еднакви или различни (разпознавани от различни антитела) и съответно антигенът се нарича унидетерминиран или мултидетерминиран.

### Свързване антиген-антитяло
Свързването на антитялото с антигена се осъществява чрез слаби химически взаимодействия като вандерваалсови, електростатични или хидрофобни сили. За да се осъществи стабилна връзка, взаимодействащите си епитопи и паратопи трябва да се припокриват (напасват) в значителна степен – често сравнявано с напасването на ключ към ключалка. Нуждата от голяма повърхност за осъществяване на свързването на антигена с антитялото е и причината само макромолекули (или големи части от тях) да могат да действат като епитопи. Малки молекули могат да предизвикат имунен отговор само ако се свържат с по-големи молекули и се наричат хаптени. Хаптенът променя епитопния профил на макромолекулата към която се свързва, затова тази макромолекула може да е част от собствения организъм без да предизвиква имунен отговор сама по себе си.

## Медицинско значение

### Автоимунни заболявания
Понякога имунната система погрешно започва да произвежда антитела срещу собствени субстанции (собствени антигени), атакувайки собственото тяло и предизвиквайки автоимунно заболяване. При нормални условия, имунната система не реагира на собствените антигени.

### Донорство
При кръвопреливане – ако донорът и реципиентът имат различни собствени антигени (A, B антигени, резус антиген и др.), т.е. са от различна кръвна група – може да се получи смъртоносен имунен отговор. Същото важи и за трансплантациите на органи, където участват други собствени антигени.

### Алергии
Когато имунната система стане свръхчувствителна към чужди субстанции, които изобилстват в околната среда и обикновено са безобидни (цветен прашец, прах, козина и др.) се получава алергична реакция, а антигените които я предизвикват се наричат алергени.